# Raposos
Raposos este un oraș în Minas Gerais (MG), Brazilia.